# يان روس (سياسي)
يان روس هو كاتب وكاتب العمود وصحفي ومصمم جرافيك وإذاعي وسياسي هولندي، ولد في 27 يناير 1977 في هولندا في مملكة هولندا. نشط حزبياً في بيرخن.

## وصلات خارجية
- يان روس (سياسي) على موقع IMDb (الإنجليزية)